# Marek Adamski (lekkoatleta)
Marek Adamski (ur. 30 stycznia 1961) – polski lekkoatleta, specjalizujący się w biegach średniodystansowych i długodystansowych.

## Osiągnięcia
- Mistrzostwa Polski seniorów w lekkoatletyce
  - Lublin 1984 – srebrny medal w biegu na 1500 m
  - Bydgoszcz 1985 – brązowy medal w biegu na 1500 m

- Halowe mistrzostwa Polski seniorów w lekkoatletyce
  - Zabrze 1984 – brązowy medal w biegu na 1500 m
  - Zabrze 1987 – srebrny medal w biegu na 1500 m

- Maraton Toruński
  - 1993 – I miejsce

## Rekordy życiowe
- bieg na 800 metrów
  - stadion – 1:48,36 (Heidelberg 1986)
- bieg na 1000 metrów
  - stadion – 2:20,93 (Białystok 1982)
- bieg na 1500 metrów
  - stadion – 3:38,28 (Sopot 1984)
- bieg na 3000 metrów
  - stadion – 7:54,50 (Sopot 1987)
- bieg na 5000 metrów
  - stadion – 14:02,13 (Grudziądz 1988)
- bieg na 10 000 metrów
  - stadion – 29:25,95 (Grudziądz 1989)
- bieg maratoński
  - 2:15:04 (Hanower 1991)